# Майнгардт
Майнгардт (нім. Mainhardt) — громада в Німеччині, знаходиться в землі Баден-Вюртемберг. Підпорядковується адміністративному округу Штутгарт. Входить до складу району Швебіш-Галль.
Площа — 58,69 км2. Населення становить 6029 ос. (станом на 31 грудня 2020).